# Business to employee (B2E)
Business to employee (B2E) је електронска трговина  користи унутрашњу пословну мрежу која омогућава компанијама да пруже производе и/или услуге својим запосленима. Компаније обично користе B2E мреже за аутоматизацију корпоративних процеса повезаних са запосленима. B2E портали морају бити привлачни за људе који их користе. Компаније се такмиче за очне јабучице својих запослених са eBay-ом, Yahoo-ом и хиљадама других веб локација. Огроман проценат саобраћаја на потрошачким веб локацијама долази од људи који се повезују на мрежу у канцеларији.
Примери B2E апликација укључују:
- Управљање полисом осигурања на мрежи
- Ширење корпоративних саопштења
- Онлајн захтеви за снабдевање
- Посебне понуде за запослене
- Извештавање о бенефицијама запослених
- 401(k) Менаџмент
- Услуге онлајн кредита

## B2B
Business-to-business (B2B) је још један тип е-трговине где су купци и продавци пословне организације. Покрива широк спектар апликација које омогућавају предузећу да формира електронске односе са својим дистрибутерима, препродавцима, добављачима, купцима и другим партнерима. Организације могу да користе B2B  да реструктурирају своје ланце снабдевања и своје партнерске односе. Такође је за размену сервисних информација. Е-набавка је један од важних делова куповине и продаје роба и услуга између предузећа и услуга преко интернета. Централни део неколико B to B сајтова, е-набавке се понекад помињу на друге начине, као што је размена добављача.

## Consumer-to-business (од потрошача до предузећа) (C2B)
Consumer-to-business (C2B) је врста трговине у којој потрошач или крајњи корисник пружа производ или услугу организацији. То је обрнуто од  Business to Consumer (B2C), где предузећа производе производе и услуге за потрошачку потрошњу. Идеја је да појединац или крајњи корисник обезбеди производ или услугу коју предузеће може користити да заврши пословни процес или стекне конкурентску предност.

## Портал
Портал је термин, генерално синоним за мрежни пролаз, за веб локацију светске мреже (World Wide Web) која или предлаже да буде главна почетна локација за кориснике када се повежу на веб или коју корисници обично посећују као веб локацију за везу. Постоје општи портали и специјализовани или нишни портали. Неки главни општи портали укључују Yahoo, eBay и Microsoft Network .

## Consumer-to-consumer (Од потрошача до потрошача) (C2C)
Consumer-to-consumer је пракса индивидуалних потрошача који купују и продају робу путем интернета. Најчешћи примери овог облика трансакције долазе са продајних веб локација као што је eBay, иако онлајн форуми и мали огласи такође нуде ову врсту трговине потрошачима. У већини случајева, е-трговину од потрошача до потрошача, такође познату као C2C е-трговина, помаже трећа страна која врши трансакцију како би се уверила да је роба примљена и извршена плаћања. Ово нуди одређену заштиту потрошачима који учествују у C2C е-трговини, омогућавајући им прилику да искористе цене које нуде мотивисани продавци.
Постоје четири различите врсте е-трговине, или електронске трговине, што је куповина и продаја робе или услуга коришћењем рачунарске технологије и интернет услуга. Електронска трговина се може одвијати између предузећа, што се може односити или на компанију за трговину, или између потрошача и предузећа, што се може односити или на е-трговину од предузећа до предузећа или на е-трговину од потрошача до предузећа. Коначни тип је е-трговина од потрошача до потрошача која избацује предузећа из слике и омогућава да се трансакције одвијају између потрошача путем интернета.

## Business-to-consumer (Од предузећа до потрошача) (B2C)
Business-to-consumer односи се на комерцијалне трансакције у којима предузећа продају производе или услуге потрошачима. Ово се може односити на појединце који купују одећу за себе у физичкој продавници, једу у ресторану или се претплате на услугу код куће. У новије време, термин B2C се односи на онлајн продају производа у којима произвођачи или трговци на мало продају своје производе потрошачима преко интернета.

## Е-трговина
Електронска трговина или е-трговина је термин за било коју врсту пословања или комерцијалне трансакције, која укључује пренос информација преко интернета. Покрива низ различитих типова пословања, од малопродајних сајтова заснованих на купцима, преко продајних или музичких сајтова, до пословних размена које тргују робом и услугама између компанија. То је тренутно једна од најважнијих карактеристика интернета за развој. Развој е-трговине одвијао се у фазама. Офлајн и онлајн брендови су у почетку били различити, а затим су неспретно спојени. Почетни напори за е-трговину састојали су се од блиставих сајтова са брошурама, са елементарним колицима за куповину и убрзаним касама.